# 화성군 (1963년 선거구)
화성군은 대한민국의 옛 국회의원 선거구이다. 당시 경기도 화성군 지역을 관할했다.

## 역사
제6대 국회의원 선거를 앞두고 화성군 갑, 화성군 을 선거구가 통합되면서 신설되었다.
제9대 국회의원 선거를 앞두고 수원시 선거구와 통합되면서 수원시·화성군 선거구를 이루게 되며 폐지되었다.

## 역대 국회의원
| 선거   | 정당 | 정당       | 의원   |
| ------ | ---- | ---------- | ------ |
| 1963년 |      | 민주공화당 | 권오석 |
| 1967년 |      | 신민당     | 김형일 |
| 1971년 |      | 신민당     | 김형일 |

## 역대 선거 결과

### 대한민국 제6대 국회의원 선거
|  | 26.05% |

|  | 20.31% |

|  | 13.64% |

|  | 12.19% |

|  | 12.08% |

|  | 8.62% |

|  | 3.41% |

|  | 1.91% |

|  | 1.74% |

### 대한민국 제7대 국회의원 선거
|  | 48.89% |

|  | 47.57% |

|  | 1.30% |

|  | 1.08% |

|  | 0.73% |

|  | 0.40% |

### 대한민국 제8대 국회의원 선거
|  | 58.88% |

|  | 40.27% |

|  | 0.55% |

|  | 0.28% |